# Pierre Sicaud

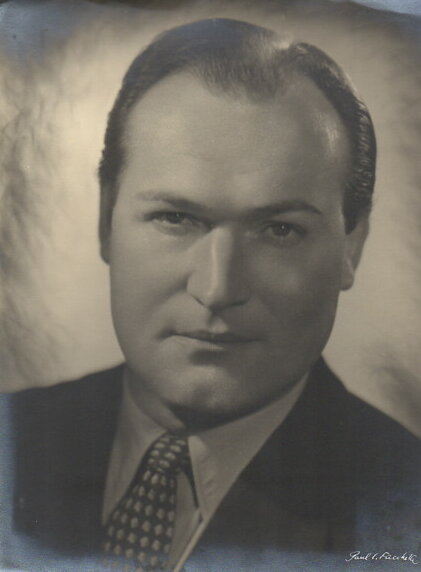
Pierre Sicaud omstreeks 1951

Pierre Sicaud (Le Mans, 11 maart 1911- Groix, 22 januari 1998) was een Franse koloniale beheerder.
Tijdens de Tweede Wereldoorlog deed hij als parachutist dienst bij de Vrije Franse luchtmacht. Hij kreeg hier ook het bevel over een squadron van de SAS. Hij vocht tijdes Operatie Amherst in Bretagne en in Nederland.
In 1949 werd hij naar de Kerguelen gezonden om de Franse soevereiniteit te versterken. Hij vond een locatie waarop een landingsbaan gebouwd kon worden, wat uiteindelijk nooit is gebeurd. Hij bouwde het Port-aux-Français station.

## Voetnoten
1. ↑  Henk van Dijken, Algemene informatie over de Tweede Wereldoorlog, De bevrijding van Friesland
2. ↑  (fr) Journal officiel de Madagascar et dépendances, 8 april 1950, p.645, Témoignage officiel de satisfaction
3. ↑  World statesmen, French Southern and Antarctic Lands